# Blistersalva
Blistersalva, även blister, engelsk blister eller hästblister, var en salva som under 1800- och 1900-tal användes mot sjukdomar hos häst, till exempel spatt, vrickningar och sträckningar. Salvan bestod bland annat av kvicksilverjodid, spansk fluga och prustkåda.
En variant av blistersalva är franskt blister, som innehåller krotonolja. Preparatet är förbjudet i Sverige.